# Novosibirsk oblast
Novosibirsk oblast är ett oblast i södra Ryssland med en yta på 178 200 km² och cirka 2 650 000 invånare. Huvudort och största stad är Novosibirsk, och näst största stad är Berdsk.